# رابا وژنا
رابا وژنا (به لهستانی:  Raba Wyżna) یک روستا در لهستان است که در گمینا رابا وژنا واقع شده‌است.